# Munsbach
Munsbach (Luxemburgs: Mënsbech, Duits: Münsbach) is een plaats in de gemeente Schuttrange en het kanton Luxemburg in Luxemburg. Münsbach telt 612 inwoners (2007) en heeft een treinstation.

## Bezienswaardigheden

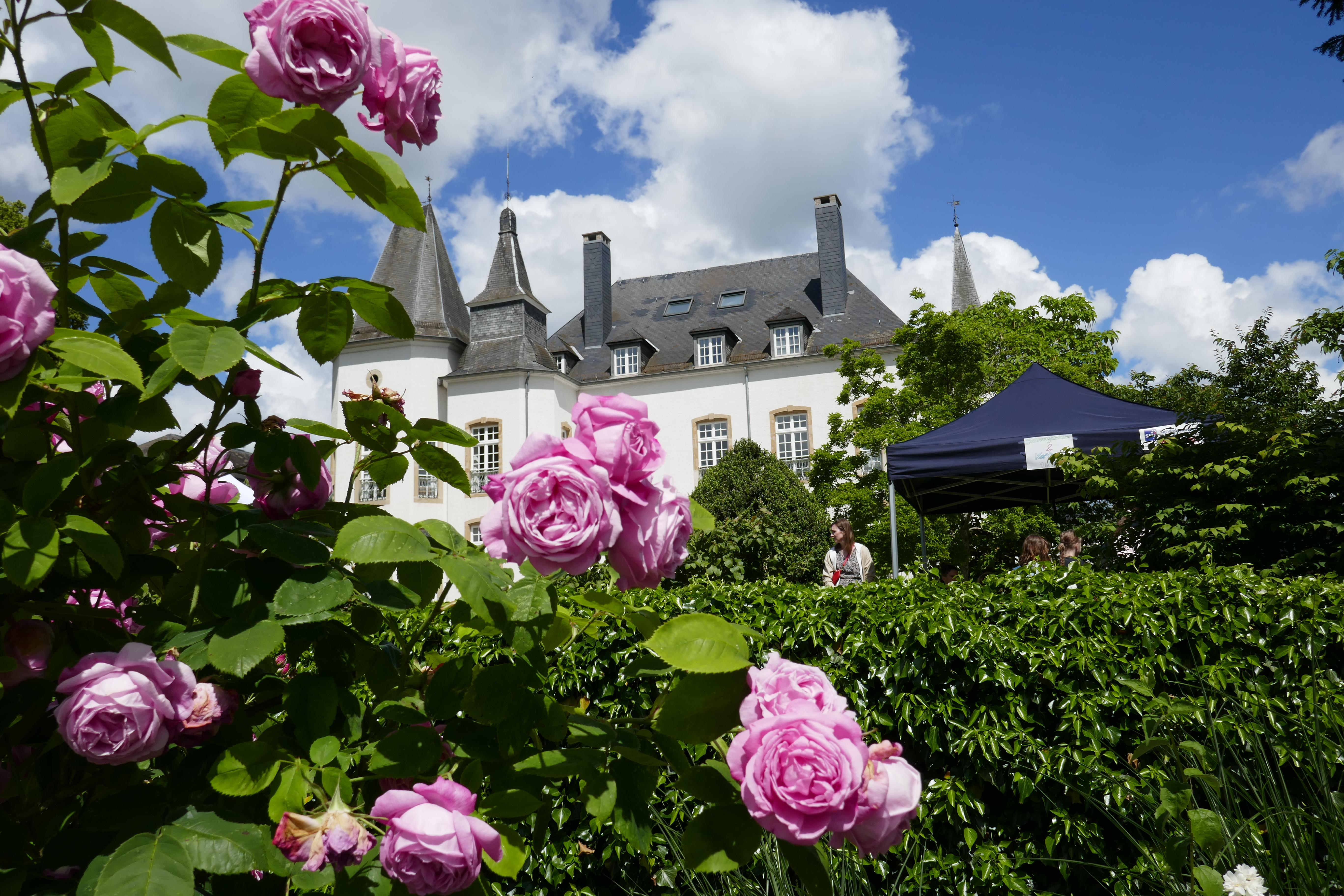
Rosarium bij het kasteel

In het park van het kasteel van Munsbach bevindt zich een rosarium dat daar in 2017 is aangelegd door de vereniging 'Lëtzebuerger Rousefrënn' in samenwerking met de gemeente Schuttrange. Het rosarium bevat een collectie van ongeveer 600 verschillende rozen, waaronder een verzameling oude rozen van de gerenommeerde Luxemburgse rozenkwekerijen Soupert & Notting, Ketten Frères en Gemen & Bourg.